# Osvaldo Polimanti
Osvaldo Polimanti (Otricoli, 17 gennaio 1869 – Otricoli, 27 ottobre 1947) è stato un medico e fisiologo italiano.

## Biografia
Dopo aver frequentato gli studi classici presso il Liceo di Spoleto, nel 1887 si iscrisse alla Facoltà di Medicina e Chirurgia della R. Università di Roma. Si laureò nel 1893 discutendo la tesi “Influenza dei disturbi chimici e meccanici della respirazione sulla metamorfosi regressiva”, che vinse il "Premio Girolami" di quell'anno e venne successivamente pubblicata. Nel 1894 venne chiamato come assistente dalla R. Università di Genova, dove rimase fino al 1896. Alla fine del triennio trascorso a Genova superò in quella Università gli esami per la Libera Docenza. Rientrato a Roma, vinse il premio “Corsi” per il perfezionamento all'estero, che lo portò  in Germania.
Tra il 1896 ed il 1899 frequentò l'Istituto di Fisiologia di Berlino (Prof. Zuntz) e quello di Friburgo (Prof. Kries). Tornato a Roma, entrò nell'Istituto di Fisiologia, diretto dal prof. Luigi Luciani, ricoprendo la carica di aiuto (1903). Nel 1907 passò a lavorare nella Sezione di Fisiologia della Stazione Zoologica di Napoli. Nel dicembre del 1913 fu prescelto alla cattedra di Fisiologia dell'Università di Perugia, dove, nel 1914, fondò l'Istituto di Fisiologia. Nel 1919 fondò la “Rivista di Biologia”. Dal 1923 al 1927 fu Preside della Facoltà di Medicina e Chirurgia, ed in seguito Prorettore. Nel 1939, avendo raggiunto i 70 anni di età, a norma del nuovo regolamento universitario, dovette abbandonare la cattedra di Fisiologia. Si ritirò a Monte del Lago, dove continuò a dirigere la Stazione Idrobiologica del Trasimeno, da lui stesso fondata nel 1921.

## Pubblicazioni
- Polimanti, O, Influenza dei disturbi chimici e meccanici della respirazione sulla metamorfosi regressiva, in Riforma medica, vol. 19, 1894.
- Polimanti, O, La tossicità della bile del bue e del vitello, in Bollettino della R. Accademia medica di Roma, V-VI, 1894.
- Polimanti, O, Sur la distribution fonctionelle des racines motrices dans les muscles des membres, in Arch. Ital. de Biologie, XXIII, 1895.
- Polimanti, O, Influenza che le radici posteriori esercitano sull'eccitabilità delle anteriori, in Bollettino della R. Accademia medica di Roma, V-VI, 1896.
- Polimanti, O, Il letargo.Tip. del Senato di Giovanni Bardi, Roma, 1912.
- Genovesi, V., Osvaldo Polimanti, uno scienziato otricolano tra i pionieri della cinematografia scientifica, in Il Curioso, anno I, num. I, 2002.
- Lorusso, L, Tosi, V, Almadori, G. Osvaldo Polimanti: il cinema per le scienze. Carocci Editore, Roma, 2011
- Polimanti, O. L'utilizzo della cinematografia nelle scienze, nella medicina e nell'insegnamento (a cura di Lorusso L, Tosi V, Almadori G)- traduzione dal tedesco di Traini M. Carocci editore, Roma, 2011